# Marca Billungilor

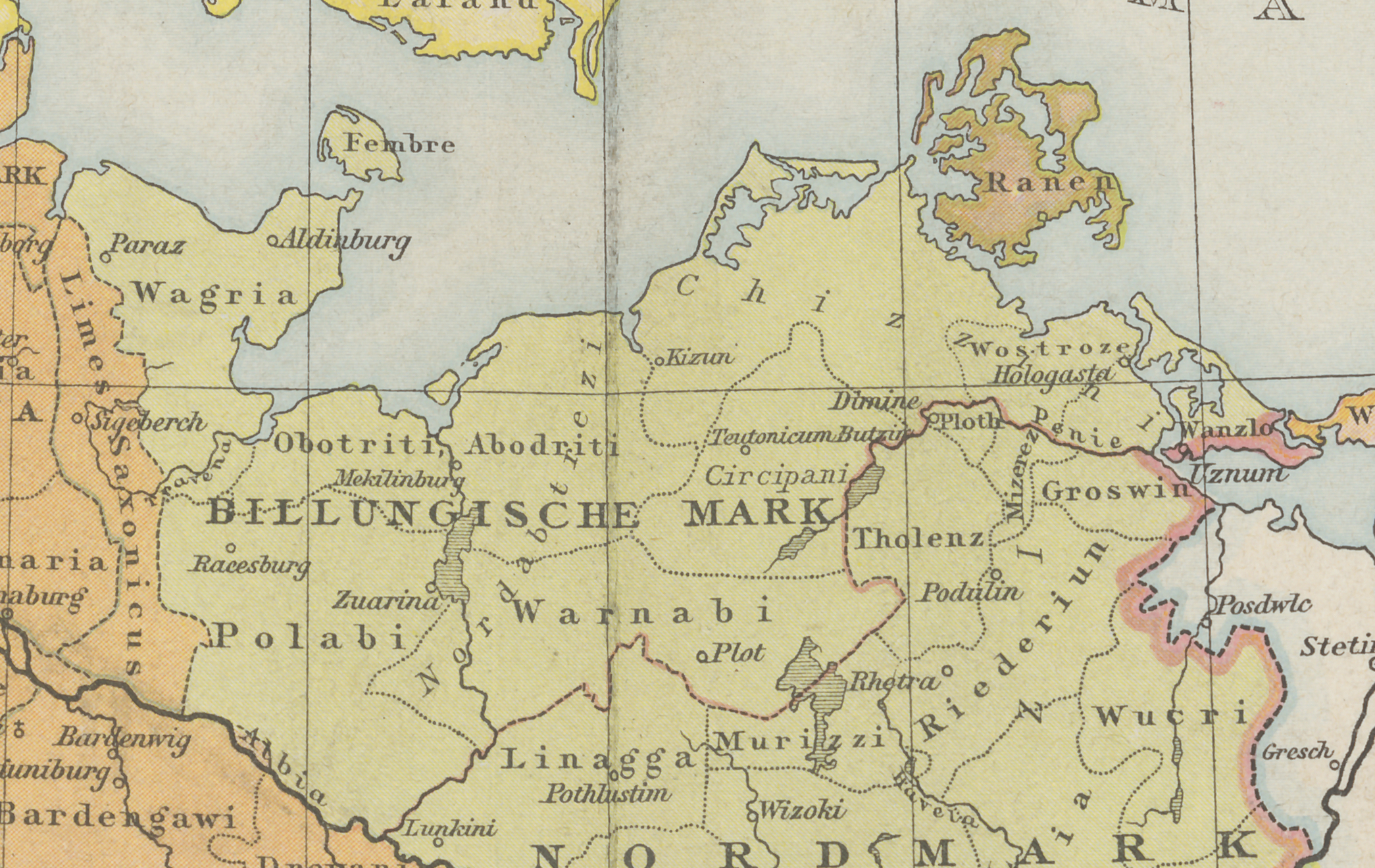
Marca Billungilor în jurul anului 1000, marcată cu culoarea roșie

Marca Billungilor a  reprezentat o marcă de frontieră a Germaniei medievale situată la extremitatea nord-estică a Ducatului de Saxonia din secolul al X-lea. Denumirea provine de la familia care a deținut-o, Dinastia Billungilor.
Marca Billungilor se întindea de la râul Elba până la Marea Baltică și de la Limes Saxoniae până la râul Peene în răsărit, în mare teritoriul de astăzi corespunzând regiunilor Holstein de est, Mecklenburg și părți din Pomerania Occidentală. Expansiunea germană în regiunea corespunzând Mărcii Billungilor a fost considerată ca "naturală", iar împământenirea ca "adevărată colonizare." Această procedură se deosebește radical de ocupația militară a Mărcii lui Gero, situată la sud de Marca Billungilor.
Marca s-a constituit în 936, atunci când Otto I "cel Mare", pe atunci duce de Saxonia și rege al Franciei răsăritene, l-a numit pe Herman Billung ca princeps militiae (margraf, "principe al miliției"), conferindu-i controlul asupra frontierei și dominația asupra triburilor slave ale obodriților, polabilor, warnabilor și wagrilor, ca și ale redarilor, circipanilor și kissinilor din confederația veleților. De asemenea, Herman urma să apere regatul de atacurile danilor, care efectuau campanii repetate asupra teritoriilor regale. Părți consistente din teritoriile altor slavi (liuticii și hevellii) au rămas în afara sferei de influență a lui Herman, făcând parte din Marca lui Gero.
Slavii din regiunea Mărcii Billungilor se aflau în acel moment în dispute interne și ca urmare nu se puteau organiza pentru război împotriva expaniunii germane. Cu toate acestea, în 955 conducătorul obodriților, Nako a profitat de disputa lui Herman Billung cu nepoții săi, conții saxoni Wichmann cel Tânăr și Egbert cel Chior, aliindu-se cu aceștia. Răscoala deschisă a obodriților contra lui Herman a culminat cu bătălia de la Recknitz, unde slavii au fost complet distruși de către trupele trimise de regele Otto I.
Lui Herman i s-a acordat un înalt grad de autonomie în marca sa, iar el este uneori numit ca "duce de Saxonia", un titlu care de jure era deținut de către Otto. 
Ca și vecina Marcă a Nordului, Marca Billungilor a fost în cele din urmă abandonată, ca urmare a marii răscoale a slavilor obodriți și veleți din 983.